# Vânători (okręg Marusza)
Vânători (węg. Héjjasfalva) – wieś w Rumunii, w okręgu Marusza, w gminie Vânători. W 2011 roku liczyła 1787 mieszkańców.